# 戴玉明 (1967年)
戴玉明（1967年2月—），男，山东日照人，中华人民共和国外交官，现任中华人民共和国驻蒙特利尔总领事。

## 生平
毕业于烟台师范学院英语系英语专业和中国人民大学国际政治系国际政治专业。1992年，进入中华人民共和国外交部工作，先后在外交部非洲司、驻利比亚大使馆、外交部干部司、驻美国大使馆任职。2004年，任驻塞拉利昂大使馆参赞。2006年，任外交部政策研究司参赞。2008年，任驻纳米比亚大使馆参赞。2009年，回任外交部政策规划司参赞。2011年，任驻以色列大使馆参赞，2012年职级升为副司级。2016年，挂职三亚市副市长。2019年，任驻以色列大使馆公使衔参赞、首席馆员。2022年12月，出任中华人民共和国驻蒙特利尔总领事。